# Övertorneås Fria Alternativ
Övertorneås Fria Alternativ (ÖFA) är ett politiskt parti i Övertorneå kommun. Partiet bildades 2010 och hade inget samband med partiet Övertorneå-alternativet som tidigare fanns representerat i Övertorneå kommunfullmäktige.
Övertorneås Fria Alternativ styrde Övertorneå kommun under mandatperioden 2015-2018 i en majoritet bestående av Centerpartiet, ÖFA, Norrbottens sjukvårdsparti, Kristdemokraterna och Vänsterpartiet.

## Valresultat
| År   | Röster | %       | Mandat |
| ---- | ------ | ------- | ------ |
| 2010 | 73     | 2,45 %  | 1 / 31 |
| 2014 | 634    | 21,76 % | 7 / 31 |
| 2018 | 90     | 3,2 %   | 1 / 25 |
| 2022 | 85     | 3,42    | 1 / 25 |